# Vyacheslav Ivanov (aviron)
Pour les articles homonymes, voir Viatcheslav Ivanov (homonymie) et Ivanov.
Vyacheslav Ivanov (en russe : Вячеслав Николаевич Иванов, Viatcheslav Nikolaïevitch Ivanov), né le 30 juillet 1938 à Moscou et mort le 5 août 2024, est un rameur soviétique, de nationalité russe, pratiquant l'aviron  dans la discipline du skiff. Il est actif dans les décennies ‘50 et ‘60.

## Biographie
Il a été le premier rameur à obtenir trois titres olympiques consécutifs dans la catégorie reine de l'aviron, le skiff. Cet exploit sera ensuite de nouveau réalisé par le finlandais Pertti Karppinen.

## Palmarès

### Jeux olympiques d'été
- Jeux olympiques de 1956 à Melbourne,  Australie
  -  Médaille d'or
- Jeux olympiques de 1960 à Rome,  Italie
  -  Médaille d'or
- Jeux olympiques de 1964 à Tokyo,  Japon
  -  Médaille d'or

### Championnats du monde d'aviron
- Championnats du monde 1962 à Lucerne,  Suisse
  -  Médaille d'or
- Championnats du monde 1966 à Bled,  Yougoslavie
  - 6e